# Comitato nazionale per la riconciliazione e lo sviluppo
Il Comitato nazionale per la riconciliazione e lo sviluppo (in francese: Comité national du rassemblement et du développement, abbreviato CNRD) è la giunta militare al governo della Guinea dal 5 settembre 2021.

## Contesto storico
A seguito di molti mesi di proteste popolari violente causate dal malcontento per la crisi economica già divampata nel paese da molti anni, mal gestita dal governo e aggravata a causa della pandemia di COVID-19 anch’essa gestita male, la Guinea da molto tempo era in balìa in un periodo di forte instabilità politica e istituzionale. La causa che, tuttavia, ha scatenato con maggior forza le proteste, è stata la conferma, a seguito di un referendum palesemente fraudolento, dell’azzeramento dei mandati al Presidente uscente Alpha Condé, in carica dal 2010. In questo clima favorevole, il 5 settembre 2021 il colonnello guineano e capo delle forze speciali, nonché ex-legionario francese, Mamady Doumbouya, ha preso il potere con il colpo di Stato, sospendendo la Costituzione e sciogliendo le istituzioni. Egli, come prima cosa, ha imposto il coprifuoco a livello nazionale e la chiusura di tutti i confini terrestri, marittimi e aerei e in seguito ha dichiarato che il CNRD, guidato da lui stesso, avrebbe guidato il Paese per un periodo di transizione di 18 mesi.